# القادسية الجنوبية (صنعاء)

تعديل مصدري - تعديل

حارة القادسية الجنوبية هي إحدى حارات حي القادسية بمديرية السبعين إحد مديريات العاصمة اليمنية صنعاء، بلغ تعداد سكانها 12495 نسمة حسب تعداد اليمن لعام 2004.